# 학교 총격

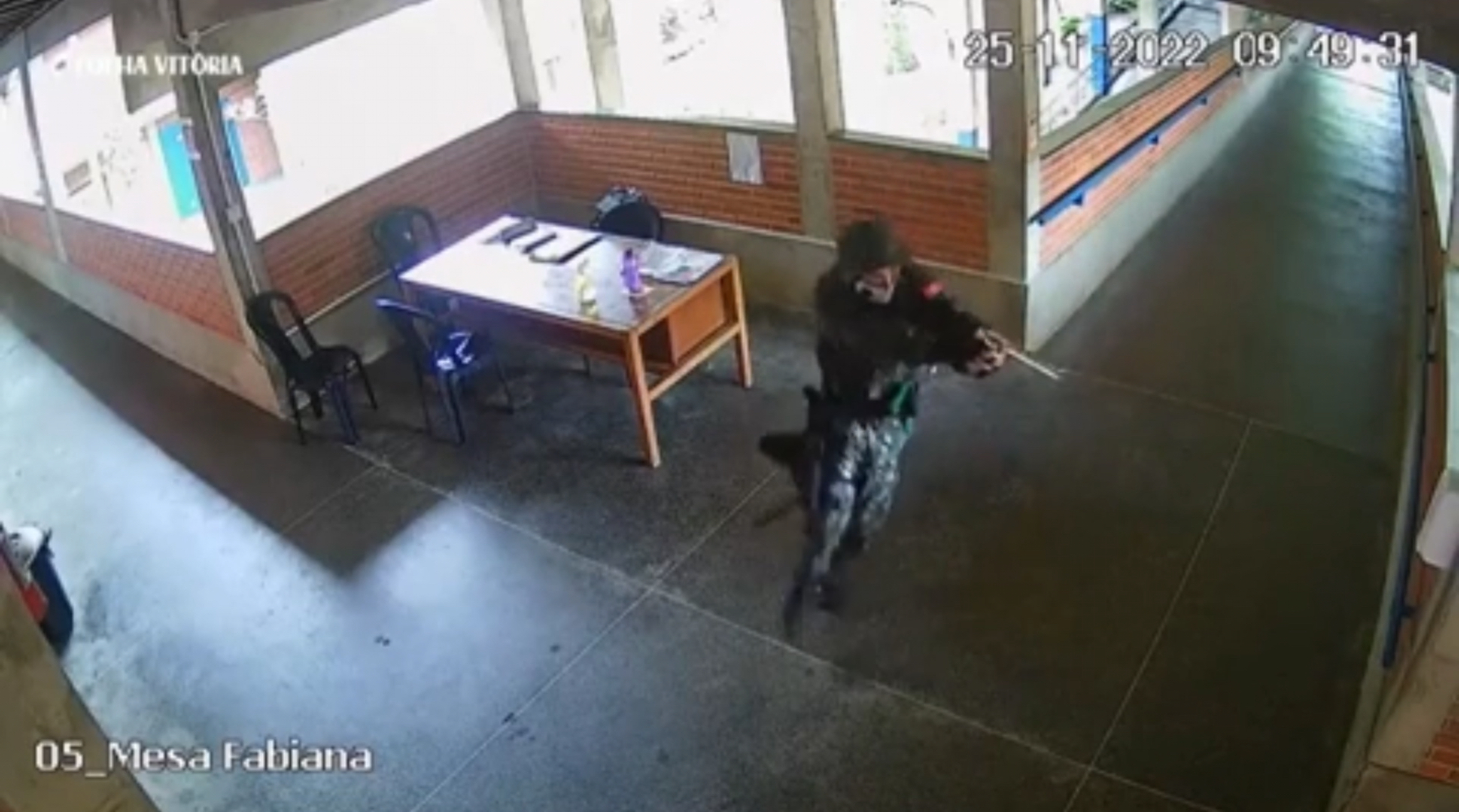
2022년 브라질 아라크루즈 학교 총격 사건 – 전직 학생이 교사 3명과 6학년 학생 1명을 살해했다.

학교 총격(school shooting) 또는 학교 총기 난사는 초등학교, 중학교, 고등학교, 대학교 등 교육기관에서 화기를 사용하여 무장 공격을 하는 것이다. 많은 학교 총격 사건은 다수의 사상자로 인해 총기 난사로 분류된다. 이 현상은 학교 관련 총격 사건이 가장 많은 미국에서 가장 널리 퍼져 있지만, 학교 총격 사건은 세계 다른 곳에서도 발생한다. 특히 미국에서는 학교 총격 사건으로 인해 총기 폭력, 무관용 정책, 총기 권리 및 총기 규제에 대한 정치적 논쟁이 촉발되었다.
연구에 따르면, 학교 총기 난사의 원인으로는 쉽게 총기에 접근할 수 있다는 점, 가족 기능 장애, 가족 감독 부족, 정신 질환 등이 포함된다. 공격자의 가장 큰 동기는 괴롭힘/박해/위협(75%)과 복수(61%)였으며, 54%는 다양한 이유가 있다고 답했다. 나머지 동기로는 문제 해결 시도(34%), 자살 또는 우울증(27%), 관심 끌기나 인정 받기(24%)가 포함되었다.

## 같이 보기
- 주류·담배·화기 및 폭발물 단속국
- 대테러 활동
- 연방수사국
- 소이탄
- 대량 살인
- 총기 난사
- 학교 폭력
- 사회적 거절
- 자살 공격
- 경찰유도 자살
- SWAT
- 테러리즘